# Velenići
Velenići (cyr. Веленићи) – wieś w Bośni i Hercegowinie, w Republice Serbskiej, w gminie Foča. W 2013 roku liczyła 65 mieszkańców.